# Інструментознавство
Інструментознавство — галузь музикознавства, що вивчає музичні інструменти, їх походження, розвиток, конструкцію, класифікацію,  музично-виражальні засоби та інші відомості. 
Спроби систематичного опису музичних інструментів відомі починаючи з давнини (у грецьких трактатах Платон а, Арістоксен а, у латинській традиції у  Ісидора Севільського та ін). На арабському Сході класифікацією та описом музичних інструментів займалися Аль-Фарабі (X ст.) Та Абдулгадір Марагі (XIV ст.). Перші систематичні докладні описи музичних інструментів були зроблені німецькими теоретиками музики XVI і XVII століть. Вони дані в трактатах Себастьяна Вірдунга («Musica getuscht und ausgezogen ...») і  Міхаеля Преторіуса («Syntagma musicum»). Сучасна вживана  класифікація музичних інструментів, розроблена на початку XX століття, належить Е. М. фон Горнбостелю і К. Заксу.
Спеціальною галуззю інструментознавства, що вивчає народні музичні інструменти є етноінструментознавство, або етноорганологія.

### Українською мовою
Загальної тематики
- Бєлявіна, Н. Д. Інструментознавство: історія виникнення, побутування та професійного розвитку струнних інструментів : навч. посіб. Ч.1. / Н. Д. Бєлявіна. – К. : ДАКККіМ, 2002. – 84 с.

- Вовк Р. А. Інструментознавство : оркестр. духові та удар. інструм е- нти : навч. посіб. / [Р. Вовк, О. Кочерженко, М. Гудима ; ред. Апанасен ко В.];  Київ. ін - т музики ім. Р. М. Глієра.  – К. : ДКС Центр, 2012.  – 167 с
- Дражниця Л.Л. Інструментознавство (інструменти духових оркестрів) : навч. посіб. / Л. Л. Дражниця; М-во культури і туризму України, Львів. нац. муз. акад. ім. М. В. Лисенка. - Л. : ЗУКЦ, 2011. - 168 c. - Бібліогр.: с. 162-164.
- Інструментознавство для духового оркестру : навч. посіб. / В. І. Романовський. – К. : НАКККіМ, 2015. – 136 с. – ISBN 966-452-185-4.
- Лебедєв В.К. Словник-довідник з інструментознавства : навч. посіб. / В. К. Лебедєв; Вінниц. держ. пед. ун-т ім. М. Коцюбинського. - Вінниця : Нова кн., 2010. - 164 c.
- Хащеватська С. С. Інструментознавство. Підручник для вищих навчальних закладів культури і мистецтв ІІІ–IV рівнів акредитації / С. C. Хащеватська – Вінниця, НОВА КНИГА, 2008. – 256 с.

Українські народні інструменти
- Білоненко Г. О., Корольков Є. С. Культурологічні аспекти становлення народного музичного інструментарію в Україні / Г. О. Білоненко, Є. С. Корольков // Педагогіка вищ. та серед. шк. : зб. наук. пр. - 2012. - Вип. 35. - С. 332-338.
- Гуменюк А. І. Українські народні музичні інструменти / А. І. Гуменюк. - К.: Наук. думка, 1967. - 243 c.
- Комаренко В. А. Український оркестр народних інструментів / В. А. Комаренко. - К. : Держвидав образотв. мистец. і муз. л-ри УРСР, 1960. – 83 с.
- Кучерук В. Народний музичний інструмент України : наук.-метод. посіб. / В. Кучерук.- Луцьк : Ред.-вид. від. Волинського держ. ун-ту, 1997.- 122 с.
- Лисенко М. В. Народні музичні інструменти на Україні / М. В. Лисенко; ред. М. Т. Щоголь. - К. : Мистецтво, 1955. – 62 с.
- Матяш І. Б. Українські народні думи: дослідження, видання, виконавці : історіогр. нарис, бібліогр. покажч. / І. Б. Матяш; Укр. НДІ арх. справи та документознавства, Ін-т укр. археографії та джерелознавства ім. М.С.Грушевського НАН України, Нац. парлам. б-ка України. - К., 2008. - 240 c. - Бібліогр.: с. 235-238.
- Пасічняк Л. Народні інструменти України в контексті формування ансамблевих традицій: джерелознавчий аспект / Л. Пасічняк // Молодь і ринок. - 2012. - № 5. - С. 106-110. - Бібліогр.: 22 назв.
- Хоткевич Г. Музичні інструменти українського народу : Моногр. / Г. Хоткевич. - Репр. вид. - Х., 2002. - 288 c.
- Фіалко О. Є. Музичні інструменти номадів скіфського часу / О. Є. Фіалко // Археологія. - 2013. - № 2. - С. 14-28. - Бібліогр.: 25 назв.
- Черкаський Л. М. Українські народні музичні інструменти/ Л. М. Черкаський; ред. С. К. Кашка, передм. В. Гуцал. - К.: Техніка, 2003. - 262 с. - (Нар. джерела). - Бібліогр.: с. 251-257.

інше
- Народно-інструментальне мистецтво на зламі ХХ - XXI століть : зб. матеріалів міжнар. наук.-практ. конф., 25 берез. 2007 р., Дрогобич / ред.: А. Душний, С. Карась, Б. Пиц; Дрогобиц. держ. пед. ун-т ім. І.Франка, Львів. нац. муз. акад. ім. М.Лисенка. - Дрогобич : Посвіт, 2007. - 264 c.
- Традиційне музикування українців у європейському просторі : матеріали III міжнар. наук.-практ. конф., 11 - 12 жовт. 2007 р., Київ / ред.: В. Г. Чернець; Держ. акад. кер. кадрів культури і мистец., Ін-т мистецтвознав., фольклористики та етнології ім. М.Т.Рильського НАН України, Нац. спілка кобзарів України, Київ. міськ. організація Нац. Всеукр. муз. спілки, "Традиційне музикування українців у європейському просторі", міжнародна науково-практична конференція (3+ 2007+ Київ). - К., 2008. - 220 c.

##### Іноземними мовами
- Беляев В.М. Музыкальные инструменты Узбекистана. Москва, 1933;
- Sachs K. The history of musical instruments. New York, 1940;
- Вызго Т.С. Музыкальные инструменты Средней Азии. Исторические очерки. Москва, 1980;
- Розанов В. Инструментоведение. Пособие для руководителей оркестров народных инструментов. Москва, 1981;
- Чулаки М. Инструменты симфонического оркестра. 4-е изд. Москва, 1983;
- Коляда Е.И. Музыкальные инструменты в Библии. Энциклопедия. Москва, 2003;
- Музыкальные инструменты. Энциклопедия, под ред. М.В. Есиповой. Москва, 2008.